# Holenderski koń zimnokrwisty
Holenderski koń zimnokrwisty – jedna z ras niezwykle masywnego i jednego z najcięższych holenderskich koni zimnokrwistych. Jest to dość młoda rasa wyhodowana w Holandii po 1918 roku jako krzyżówka brabantów, belgijskich ardenów i holenderskich klaczy typu zeeland.
Holenderski koń zimnokrwisty jest koniem na ogół inteligentnym, energicznym i gospodarczym. Pomimo swojej wielkości jest bardzo aktywny i ma długą żywotność.

## Historia
W roku 1914 w Holandii regionalne związki hodowlane z prowincji Zelandia, Brabancja Północna i Limburgia połączyły się w Królewski Związek Hodowli Holenderskich Koni Pociągowych. W czasie trwania I wojny światowej dużą część belgijskiego materiału hodowlanego w postaci konia flamandzkiego zdołano przetransportować do Holandii.
Rasa powstała poprzez skrzyżowanie klaczy z Zelandii z końmi ardeńskimi i końmi belgijskimi z sąsiadującej Belgii . Aż do II wojny światowej holenderski koń zimnokrwisty był bardzo popularny w całej Geldrii, Północnej Brabancji i Limburgi, oraz był uznawany za najważniejszą holenderską rasę koni, jednak po 1945 roku przez mechanizację jej liczebność zaczęła się kurczyć. Po roku 1950, wraz z rozwojem maszyn rolniczych populacja holenderskiego konia zimnokrwistego zaczęła maleć, ale pod koniec XX wieku ich liczba zaczęła ponownie wzrastać. W roku 1987 pokryto 1200 klaczy tej rasy. Część powstałego w ten sposób potomstwa wyeksportowano za granicę jako materiał rzeźny. W 2009 roku odnotowano 1424 konie tej rasy.

## Pokrój

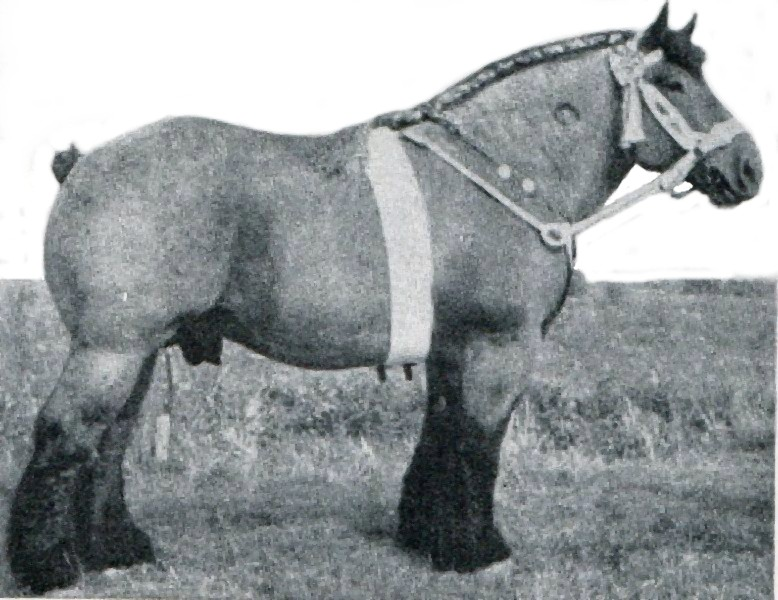
Budowa

Holenderski koń zimnokrwisty jest silnym koniem podobnym do konia belgijskiego (brabanckiego). Ma bardzo masywną budowę.
Na prostej, krótkiej szyi ma osadzoną dość suchą głowę o prostym profilu, która nie powinna być zbyt duża. Łopatki u tych koni są bardzo duże i stromo ustawione. Kłoda holenderskich koni zimnokrwistych jest głęboka, w kształcie beczki. Grzbiet u koni jest długi, szeroki i mocny, a kłąb niewielki. Zad u koni jest ścięty, krótki i opadający, ale dobrze umięśniony. Ogon czasami jest kurtyzowany, zazwyczaj nisko osadzony.
Konie według różnych źródeł mają od 160 lub 164 do 166 lub 168 centymetrów w kłębie. Najczęściej jest to wysokość 166 cm.

### Kończyny
Kończyny są silne i muskularne z mocnymi stawami. Przy dużych i płaskich kopytach są obfite szczotki pęcinowe.

### Umaszczenie
Umaszczenie koni jest najczęściej gniade lub jasnogniade, kasztanowate lub brudnokasztanowate, oraz  siwe (sporadycznie).

## Użytkowość
Dawniej wykorzystywane były do celów rolniczych. Pracowały głównie w glebach gliniastych, które były zbyt męczące dla innych koni. Służyły również jako ciężkie konie pociągowe.

## Zastosowanie
Holenderskie konie zimnokrwiste mają dynamiczny i elastyczny chód. Dzięki niezwykłej sile oraz wytrzymałości doskonale nadają się do prac polowych.

## Hodowla
Istnieją dwa stowarzyszenia hodowców tych koni: Koninklijke Vereniging Het Nederlandse Trekpaard en de Haflinger (pl. Królewskie Stowarzyszenie Hodowców Koni Ras Dutch Draft i Haflinger) oraz Stichting het Werkend Trekpaard Zeeland. To pierwsze powstało w 1914 roku.